# Stepník rudý
Stepník rudý (Eresus kollari Rossi, 1846), dříve též (Eresus cinnaberinus Olivier, 1789) je nápadně zbarvený a ohrožený druh pavouků z čeledi stepníkovitých.

## Popis
- Stepník rudý je mohutný pavouk, připomínající pavouka skákavku, avšak bez nápadně zvětšených očí – 4 jsou těsně vedle sebe a 4 další leží v zadnějších částech karapaxu (hlavohrudi).
- Dospělá samice je velká 10–14 mm (na jihu vždy delší), má jednotné černé až hnědočerné zbarvení přecházející na hlavohrudi mnohdy do žlutava, případně s bílými chloupky.
- Dospělý samec je veliký 10–11 mm, má zářivě červený zadeček se čtyřmi (výjimečně i šesti, z nichž poslední dva jsou menší) černými puntíky, často obroubenými bílou barvou. Vybarví se až při posledním svleku.

## Areál rozšíření
Jde o druh suchých skalních stepí, lesostepí a vřesovišť střední Evropy. V ČR se vyskytuje poměrně vzácně, přesto však jde o nejběžnějšího z našich stepníků. Kvůli jeho pozoruhodným ekologickým nárokům je velmi obtížné tohoto pavouka nalézt. Ostrůvkovitě obývá xerotermní lokality na jihu Moravy, kde je pravidelně pozorován na devíti síťových polích, také lze nalézt v českém středohoří. Poměrně souvislejší areál vytváří druh v Polabí, kde je evidován na 14 síťových polích.

## Pozoruhodnosti
Pavouk se dožívá 3 až 4 let. Žije ve velmi dobře ukryté noře v zemi. Pavučina je tvořena pevnou asi 5 cm širokou stříškou, která je nahoře pokryta trávou a pokračuje dále jako rourka široká asi jako prst. Od okraje se táhnou lapací vlákna (kribelární vlášení), s jejichž pomocí dokáže ulovit i střevlíka. Je jedovatý a velmi plachý, takže je malá pravděpodobnost, že na něj člověk narazí. Stepník rudý je v České republice zařazen na červený seznam v kategorii "ohrožený".